# 欽瓊山
15°19′49″S 72°12′31″W / 15.33028°S 72.20861°W
欽瓊山（Chinchón），是秘魯的山峰，位於該國南部阿雷基帕大區，由卡斯蒂利亞省的查查斯區負責管轄，屬於奇拉山脈的一部分，海拔高度5,400米。